# 松平忠重
松平 忠重（まつだいら ただしげ）は、江戸時代前期の旗本・大名。桜井松平家8代当主。父・忠頼の不慮の死により一時改易された桜井松平家を大名に復帰させた。上総国佐貫藩主、駿河国田中藩主を経て、遠江国掛川藩初代藩主。

## 略歴
慶長6年（1601年）、遠江浜松藩主・松平忠頼の長男として誕生した。
慶長14年（1609年）9月29日、父が従弟の水野忠胤の江戸藩邸に招かれて茶会に参加していた際、同席していた久米左平次と服部半八郎の両名が囲碁の勝敗をめぐって口論、刃傷に及び、この争いを観た忠頼が仲裁に入ったが、逆上した左平次によって刺殺された。忠頼の城地は没収され、妻子は江戸に召された。
翌慶長15年（1610年）7月、武蔵国深谷で8000石を与えられ旗本となる。
元和8年（1622年）10月、上総佐貫で1万5000石の所領を与えられ、桜井松平家は大名に復帰した。寛永10年（1633年）8月9日、1万石の加増を受け、2万5000石で駿河田中に移封される。寛永11年（1634年）、徳川家光が上洛する際に田中城に立ち寄っており、江戸への帰還時に5000石を加増され、都合3万石となる。
寛永12年（1635年）8月4日、1万石加増を加増されて遠江掛川藩4万石に移封。寛永15年（1638年）6月9日、駿府城普請を務め、11月18日には奏者番に任じられたが、寛永16年（1639年）2月12日に死去した。享年39。
跡を長男の忠倶が継いだ。

## 備考
- 桜井松平家はのちに（忠重の曽孫に当たる松平忠喬の代に）摂津国尼崎藩に定着する。尼崎に伝わる「朱地葵紋染抜大旗」（桜井神社所蔵[4]、尼信博物館展示[5]、尼崎市指定文化財[注釈 2]）は桜井松平家再興の象徴として代々受け継がれてきたとされ[5]、以下のような逸話が伝わる。徳川家康が67歳の時[注釈 3]、三河国の安城を巡察していると、この大旗を押し立てて、赤子を抱いた一団が目に留まった。不思議に思った家康が尋ねたところ、この赤子こそが改易された松平忠頼の嫡子・忠重であった。家康は同族の情から忠重に8000石を与え、お家再興を許した、というものである[5]。
- 忠重は桜井松平家を再興した人物としてとらえられた。明治維新後の1882年に創建された尼崎市の桜井神社（現在は初代信定から16代忠興までを祀る）は、信定・忠重と10代忠喬（尼崎藩主初代）を祀る神社として始まった[1]。

## 系譜
特記事項のない限り、『寛政重修諸家譜』による。
- 父：松平忠頼
- 母：織田長益（有楽斎）の娘
- 正室：木下延俊（豊後日出藩主）の娘
  - 長女：織田信勝（丹波柏原藩主）室
  - 長男：松平忠倶

### 補足
- 忠重の長女が嫁いだ信勝の祖父は織田信包で、忠重の外祖父である織田長益の兄にあたる。